# Glottis

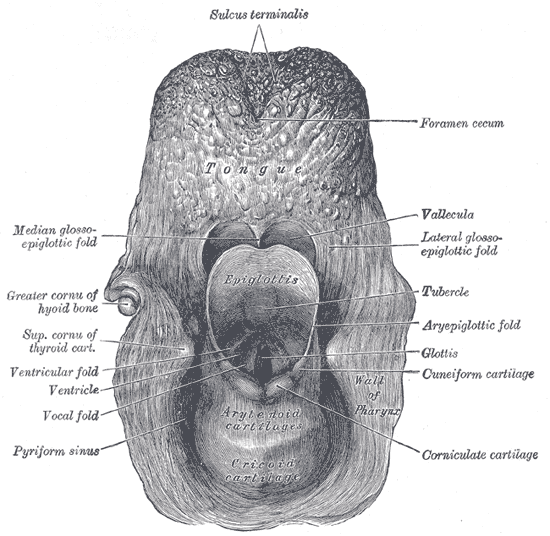
Darstellung der Glottis im anatomischen Bezug.

Die Glottis (Singular, altgriechisch γλωττίς glōttís, deutsch ‚Mundstück einer Röhre‘) bezeichnet anatomisch den Stimmlippenapparat mit zugehörigen Stellknorpeln, meist mit zugehöriger Stimmritze (medizinisch-anatomisch Rima glottidis), linguistisch bezeichnet die Glottis auch die Stimmritze allein.

## Anatomie

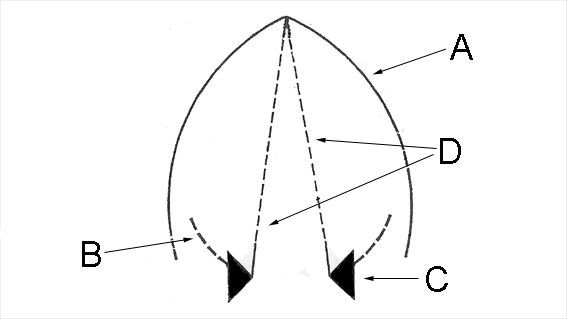
Schematische Darstellung der Stellknorpel in Atmungsstellung; A: Schildknorpel, B: Ringknorpel, C: Stellknorpel, D: Stimmlippen

### Grundsätzliches
Für die Beschreibung von Sprachlauten oder Phonationstypen sind Weite und Länge der Glottis im Querschnitt von Bedeutung. Hierbei bedient man sich meist schematisierter Darstellungen, die den Schildknorpel, die Stellknorpel wie auch die Stimmlippen andeuten (siehe Abb. „Stellknorpel“).

### Funktionelle Anatomie
Die Weite der Glottis ist im Wesentlichen von der Positionierung der Stellknorpel (in Abb. „Stellknorpel“ als schwarze Dreiecke dargestellt) abhängig. Die Stellknorpel können zusammengeführt und auseinanderbewegt werden, womit sich die Weite der Glottis, etwa von einem schmalen Spalt bis zu einem Dreieck, variieren lässt. Die Stellknorpel können darüber hinaus verschiedene Drehbewegungen ausüben und dabei die Weite der Glottis wie auch den (im Schema nicht darstellbaren) Spannungsgrad der Stimmlippen beeinflussen (siehe Abb. „Stellungen“).

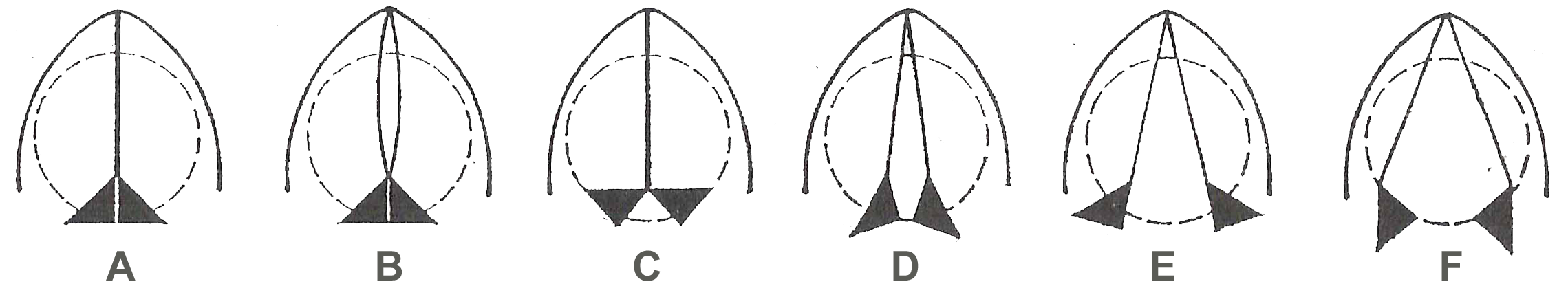
Schema der verschiedenen Stellungen der Stellknorpel und Stimmlippen; A: Glottisverschluss, B: Phonationsstellung, C: Flüsterstellung, D: Hauchstellung; E: Atmungsstellung oder Ruhestellung; F: Tiefatmungsstellung

## Funktion

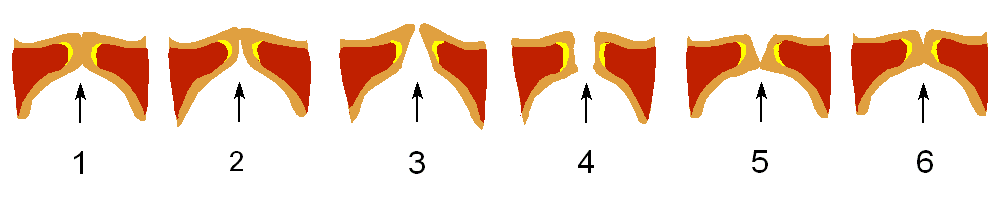
Schematische Darstellung des glottalen Zyklus in der Modalstimme („Bruststimme“)

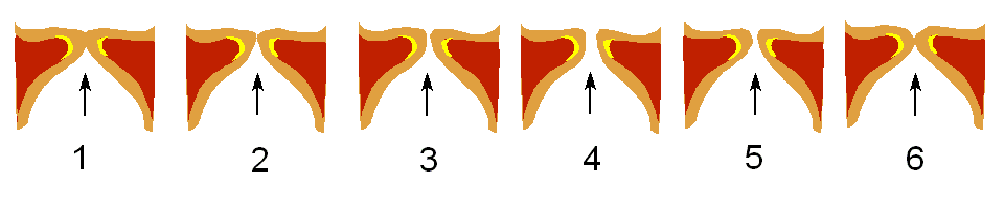
Schematische Darstellung des glottalen Zyklus im Falsett

Die schematische Darstellung der Glottis im Längsschnitt (Abb. „Modalstimme“) wird unter anderem eingesetzt, um die aerodynamischen Prozesse bei der Stimmlippenvibration zu erklären. Die Öffnung der Glottis aus der geschlossenen Position (1) heraus und die Rückkehr in den geschlossenen Zustand (6) stellen dabei einen Zyklus dar, der sich während der Vibration wiederholt. Während dieses Zyklus öffnen sich die Stimmlippen durch den ansteigenden Luftstrom allmählich von unten (2), bis sie sich schließlich öffnen (3+4) und der Luft Durchgang gewähren. Die durch den Druck deformierten Stimmlippen kehren bei Abfallen des Druckes in ihre ursprüngliche Form und Position zurück (A5+6) und ändern die Form der Glottis dergestalt, dass für einen kurzen Moment ein Unterdruck entsteht, der dazu beiträgt, die Stimmlippen wieder zusammenzuführen. Die Dynamik des Druckabfalls wird unter anderem auf den Bernoulli-Effekt zurückgeführt. Das Modell der Polsterpfeife wird unter anderem dafür eingesetzt, die Stimmlippenvibration darzustellen und zu erklären.